# دودا (بازیکن فوتبال برزیلی)
دودا (به پرتغالی: Carlos Eduardo Ventura) مهاجم اهل برزیل است که در شهر سائو برناردو دو کامپو و در تاریخ ۱۵ مارس ۱۹۷۴ به دنیا آمده‌است.
او بیشتر دوران حرفه‌ای خود را در پرتغال و به ویژه در تیم بوآویشتا با مجموع ۱۱۹ بازی و ۱۹ گل در طول شش فصل بازی در لیگ برتر گذراند.
دودا در تیم فوتبال Corinthians Alagoano سابقهٔ حضور دارد.

## افتخارات
پورتو
- جام حذفی فوتبال پرتغال: ۱۹۹۹-۲۰۰۰[۲]

بوآویشتا
- لیگ برتر فوتبال پرتغال: ۲۰۰۰_۰۱[۳]